# Otto Pérez Molina
Fernando Otto Pérez Molina (Cidade da Guatemala, 1 de dezembro de 1950) é um general da reserva do Exército
e político da Guatemala, foi presidente do seu país, de 2012 até 2015.

## Presidência da Guatemala
Foi eleito Presidente da República da Guatemala para o período (2012-2016) pelo Partido Patriótico, no segundo turno das eleições presidenciais, realizadas em 6 de novembro de 2011; sua vice-presidente eleita foi Roxana Baldetti. Segundo dados oficiais do Tribunal Superior Eleitoral guatemalteco, recebeu um total de 53,86% dos votos. Seu rival foi o empresário de centro-esquerda Manuel Baldizón, que teve 45,8% dos votos. Tomou posse em 14 de janeiro de 2012.[carece de fontes?]

### Renúncia e Prisão
Sua vice, Roxana Baldetti, renunciou em maio de 2015, acusada de corrupção; ela negou qualquer ligação com a alegada má gestão de Monzon, que é acusado de aceitar subornos, depois de uma gravação telefônica de dois homens que falam de entregar 2,3 milhões de quetzales em dinheiro como suborno. Em agosto de 2015, Baldetti foi presa, enquanto estava recebendo tratamento em um hospital, por suspeita de associação ilícita, suborno e fraude ligada ao esquema das aduaneiras conhecido como "La Linea".
Molina renunciou ao cargo de presidente em 3 de setembro de 2015, em meio a um escândalo de corrupção, e foi preso horas depois. Foi sucedido no cargo por Alejandro Maldonado Aguirre, que havia substituído Roxana Baldetti no cargo de vice. Ele permaneceu como presidente até 14 de janeiro de 2016, quando foi sucedido pelo teólogo e comediante Jimmy Morales.